# Romboidkrabba
Romboidkrabba (Ebalia tumefacta) är en kräftdjursart som först beskrevs av Montagu 1808.  Romboidkrabba ingår i släktet Ebalia och familjen Leucosiidae. Arten är reproducerande i Sverige. Inga underarter finns listade i Catalogue of Life.

## Bildgalleri

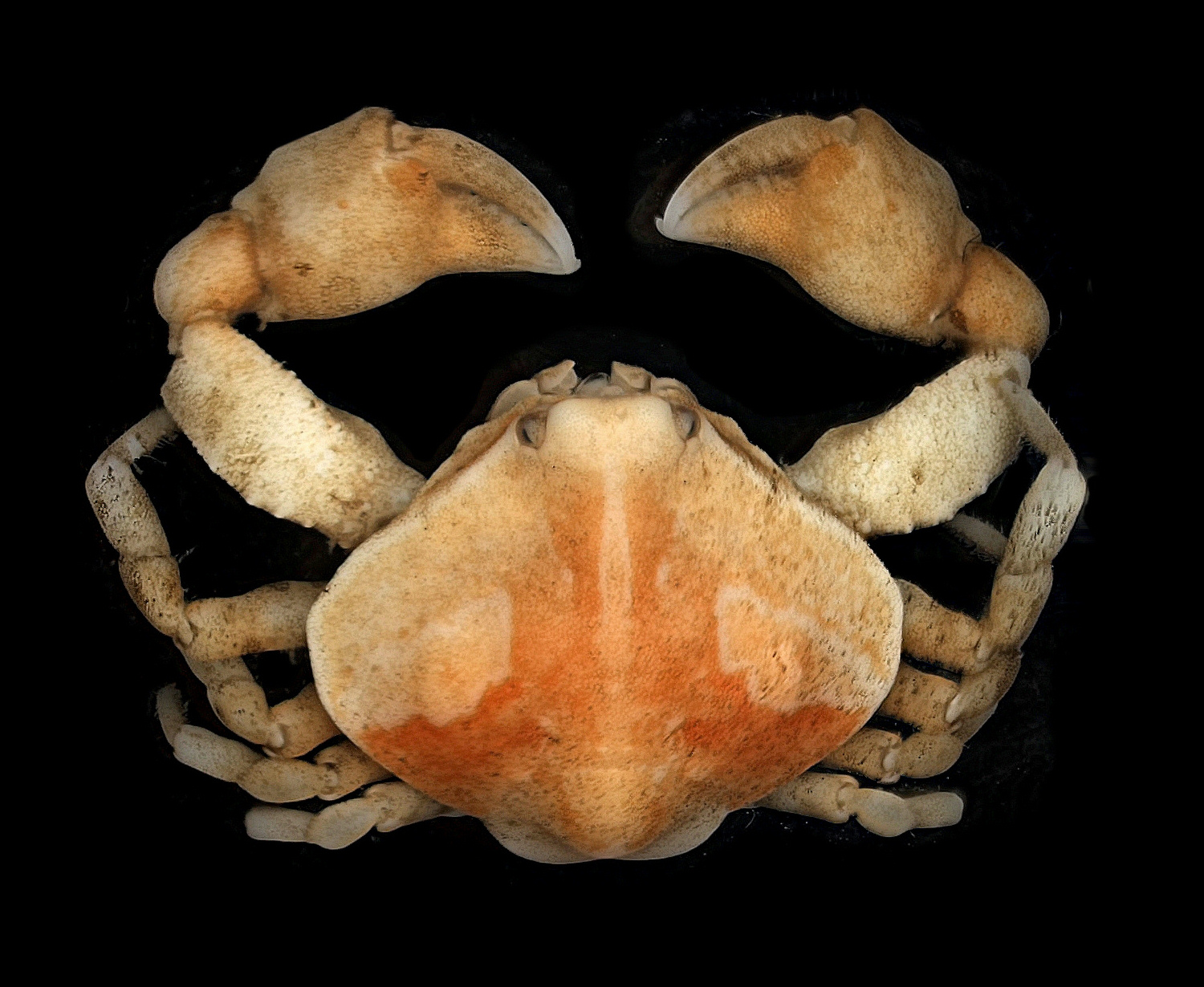